# Áustria nos Jogos Olímpicos de Verão de 2012
A Áustria competiu nos Jogos Olímpicos de Verão de 2012, que aconteceram na cidade de Londres, no Reino Unido, de 27 de julho até 12 de agosto de 2012.

## Desempenho

### Badminton
Masculino
| Atleta              | Prova   | Ronda dos 64           | Ronda dos 32           | Ronda dos 16           | Quartos-finais         | Semifinais             | Final                  | Final |
| Atleta              | Prova   | Adversário e resultado | Adversário e resultado | Adversário e resultado | Adversário e resultado | Adversário e resultado | Adversário e resultado | Pos.  |
| ------------------- | ------- | ---------------------- | ---------------------- | ---------------------- | ---------------------- | ---------------------- | ---------------------- | ----- |
| Michael Lahnsteiner | Simples |                        |                        |                        |                        |                        |                        |       |

Feminino
| Atleta         | Prova   | Ronda dos 64           | Ronda dos 32           | Ronda dos 16           | Quartos-finais         | Semifinais             | Final                  | Final |
| Atleta         | Prova   | Adversário e resultado | Adversário e resultado | Adversário e resultado | Adversário e resultado | Adversário e resultado | Adversário e resultado | Pos.  |
| -------------- | ------- | ---------------------- | ---------------------- | ---------------------- | ---------------------- | ---------------------- | ---------------------- | ----- |
| Simone Prütsch | Simples |                        |                        |                        |                        |                        |                        |       |

### Canoagem slalom
Masculino
| Atleta          | Evento | Preliminar | Preliminar | Preliminar | Preliminar | Semifinais | Semifinais | Final  | Final   |
| Atleta          | Evento | Descida 1  | Descida 2  | Total      | Posição    | Tempo      | Posição    | Tempo  | Posição |
| --------------- | ------ | ---------- | ---------- | ---------- | ---------- | ---------- | ---------- | ------ | ------- |
| Helmut Oblinger | K-1    | 88s81      | 92s66      | 88s81      | 10º        | 98s99      | 7º         | 104s28 | 8º      |

Feminino
| Atleta         | Evento | Preliminar | Preliminar | Preliminar | Preliminar | Semifinais | Semifinais | Final  | Final   |
| Atleta         | Evento | Descida 1  | Descida 2  | Total      | Posição    | Tempo      | Posição    | Tempo  | Posição |
| -------------- | ------ | ---------- | ---------- | ---------- | ---------- | ---------- | ---------- | ------ | ------- |
| Corinna Kuhnle | K-1    | 160s06     | 101s77     | 101s77     | 7º         | 111s07     | 5º         | 119s30 | 8º      |

### Judo
Masculino
| Atleta          | Evento | Fase preliminar         | Primeira fase           | Oitavas                | Quartas                | Semifinal              | Repescagem             | Repescagem             | Repescagem             | Final                  |
| Atleta          | Evento | Fase preliminar         | Primeira fase           | Oitavas                | Quartas                | Semifinal              | 1ª fase                | Quartas                | Semifinal              | Final                  |
| Atleta          | Evento | Adversário e resultado  | Adversário e resultado  | Adversário e resultado | Adversário e resultado | Adversário e resultado | Adversário e resultado | Adversário e resultado | Adversário e resultado | Adversário e resultado |
| --------------- | ------ | ----------------------- | ----------------------- | ---------------------- | ---------------------- | ---------------------- | ---------------------- | ---------------------- | ---------------------- | ---------------------- |
| Ludwig Paischer | -60 kg | BEN Gnahoui V 0100-0000 | UZB Sobirov D 0000-0210 | Não avançou            | Não avançou            | Não avançou            | Não avançou            | Não avançou            | Não avançou            | Não avançou            |

### Natação
Masculino
| Atletas      | Evento       | Eliminatórias | Eliminatórias | Semifinal | Semifinal | Final       | Final       |
| Atletas      | Evento       | Tempo         | Posição       | Tempo     | Posição   | Tempo       | Posição     |
| ------------ | ------------ | ------------- | ------------- | --------- | --------- | ----------- | ----------- |
| Markus Rogan | 200 m medley | 1min58s66 Q   | 8º            | DSQ       | DSQ       | Não avançou | Não avançou |

Feminino
| Atletas            | Evento          | Eliminatórias | Eliminatórias | Semifinal   | Semifinal   | Final       | Final       |
| Atletas            | Evento          | Tempo         | Posição       | Tempo       | Posição     | Tempo       | Posição     |
| ------------------ | --------------- | ------------- | ------------- | ----------- | ----------- | ----------- | ----------- |
| Jordis Steinegger  | 200 m livre     | 2min02s39     | 29º           | Não avançou | Não avançou | Não avançou | Não avançou |
| Nina Dittrich      | 800 m livre     | 8min45s41     | 28º           |             |             | Não avançou | Não avançou |
| Birgit Koschischek | 100 m borboleta | 1min00s54     | 37º           | Não avançou | Não avançou | Não avançou | Não avançou |
| Lisa Zaiser        | 200 m medley    | 2min14s56     | 19º           | Não avançou | Não avançou | Não avançou | Não avançou |
| Jordis Steinegger  | 400 m medley    | 4min45s80     | 23º           |             |             | Não avançou | Não avançou |

### Tiro
Masculino
| Atleta              | Evento                | Qualificação | Qualificação | Final       | Final       | Posição |
| Atleta              | Evento                | Placar       | Posição      | Placar      | Total       | Posição |
| ------------------- | --------------------- | ------------ | ------------ | ----------- | ----------- | ------- |
| Thomas Farnik       | Carabina de ar 10 m   | 591          | 28º          | Não avançou | Não avançou | 28º     |
| Thomas Farnik       | Carabina deitado 50 m | 592          | 27º          | Não avançou | Não avançou | 27º     |
| Christian Planer    | Carabina deitado 50 m | 592          | 23º          | Não avançou | Não avançou | 23°     |
| Andreas Scherhaufer | Fossa olímpica        | 119          | 17º          | Não avançou | Não avançou | 17º     |

### Triatlo
| Atleta           | Evento    | Natação (1,5 km) | Ciclismo (40 km) | Corrida (10 km) | Tempo total | Posição |
| ---------------- | --------- | ---------------- | ---------------- | --------------- | ----------- | ------- |
| Andreas Giglmayr | Masculino | 18m57            | 58m45            | 32m21           | 1h51m14     | 40º     |
| Lisa Perterer    | Feminino  | 20m17            | 1h10m12          | 37m23           | 2h09m12     | 48º     |